# Kevin Maltsev
Kevin Maltsev (* 4. Juli 2000 in Elva) ist ein estnischer Skispringer.

## Werdegang
Kevin Maltsev startete am 10. und 11. Dezember 2015 zum ersten Mal im Rahmen von zwei Wettbewerben im norwegischen Notodden im FIS-Cup, wo er einmal disqualifiziert wurde und einmal den 50. Platz belegte. Nach weiteren Starts im FIS-Cup nahm er an den Nordischen Junioren-Skiweltmeisterschaften 2016 im rumänischen Râșnov teil, wo er den 54. Platz auf der Normalschanze belegte. Am 20. und 21. August 2016 debütierte er in Kuopio im Continental Cup, wo er den 47. und den 60. Platz erreichte. Seitdem folgen regelmäßig weitere Starts im Continental Cup, jedoch gelang es ihm bisher nur drei Mal (im Februar und März 2017), eine Top-30-Platzierung und damit Continental-Cup-Punkte zu erreichen (Stand Februar 2018). Beim European Youth Olympic Festival 2017 im türkischen Erzurum wurde er 24.
Im Februar 2018 startete Maltsev bei den Nordischen Junioren-Skiweltmeisterschaften in Kandersteg in der Schweiz. Er belegte auf der Normalschanze den 18. Platz. Noch im selben Monat startete er bei den Skisprungwettbewerben der Olympischen Winterspiele 2018 in Pyeongchang. Bei diesen scheiterte er jedoch mit einem 56. Platz auf der Normalschanze und einer Disqualifikation auf der Großschanze zweimal in der Qualifikation.
Bei den Estnischen Meisterschaften 2018 in Otepää gewann er im Einzelwettbewerb die Goldmedaille. Bei den Junioren-Weltmeisterschaften 2019 im finnischen Lahti belegte er im Einzelwettbewerb den 28. Platz. Daraufhin wurde er auch für Weltmeisterschaften 2019 in Seefeld in Tirol nominiert, wo er 44. von der Groß- und 30. von der Normalschanze wurde. Am 17. März 2019 erreichte er mit einem 13. Platz im polnischen Zakopane sein bisher bestes Continental-Cup-Ergebnis.
Auch in der Saison 2019/20 sprang Maltsev hauptsächlich im Continental-Cup. In dieser Saison konnte er jedoch nie die Punkteränge erreichen, sein bestes Ergebnis war ein 33. Platz. Maltsev war auch im FIS Cup aktiv und konnte dort unter anderem durch einen Top-Ten-Platz 38 Punkte erreichen, was den 98. Platz der Gesamtwertung bedeutete. Darüber hinaus wurde der Este bei drei Springen im Weltcup eingesetzt, bei denen er jedoch immer in der Qualifikation scheiterte. Auch bei den Nordischen Junioren-Skiweltmeisterschaften 2020 war Kevin Maltsev startberechtigt und belegte den 48. Platz im Einzelspringen von der Normalschanze.
Bei den Springen im Continental-Cup konnte Maltsev in der Folgesaison 2020/21 lediglich einmal in die Punkteränge springen, als er 28. beim Sommerspringen in Wisła wurde. Er trat auch in einigen Wettbewerben des Weltcups an. Hierbei konnte er sich bei drei Springen für den Wettkampf qualifizieren und als beste Platzierung den 38. Rang belegen.
2021 trat Kevin Maltsev regelmäßig auch im Sommer-Grand-Prix an und erreichte überraschend mehrfach die Punkteränge, wobei seine beste Platzierung ein 17. Rang war. Damit konnte er den 51. Platz der Gesamtwertung des Sommer-Grand-Prixs erreichen. Auch bei zwei Sommerspringen des Continental-Cups nahm Maltsev teil und konnte beide Male eine Top-Ten-Platzierung erreichen. Der Winter begann dann aber ernüchternd für den Esten: Bei den ersten vier Springen des Weltcups scheiterte er jeweils bereits in der Qualifikation. Er ließ die nächsten Wettbewerbe im Weltcup aus und sprang stattdessen wieder im Continental-Cup, aber auch dort verpasste er die Punkteränge. In Engelberg kehrte Maltsev schließlich wieder in den Weltcup zurück und überstand dort bei beiden Springen die Qualifikation, belegte dann aber im Wettkampf nur die Plätze 42 und 45. 2021/22 nahm Kevin Maltsev erstmals auch an der Vierschanzentournee teil. In Oberstdorf schied er bereits in der Qualifikation aus, in Garmisch-Partenkirchen aber konnte er dann nach einem 32. Platz in der Qualifikation als 37. eine neue persönliche beste Weltcup-Platzierung verbuchen. Bei der Qualifikation von Innsbruck gelang ihm als 28. gar der Sprung unter die Top 30, aber der darauffolgende Wettkampf wurde aufgrund starken Windes abgesagt. Beim dritten und vierten Wettkampf gelang ihm noch einmal das Überstehen der Qualifikation, im Wettkampf aber belegte er dann nur den 49. Platz. Bei seiner ersten Vierschanzentournee belegte Kevin Maltsev am Ende den 55. Platz der Gesamtwertung.
Bei den Olympischen Winterspielen 2022 in Peking wurde er auf der Normalschanze 40. und von der Großschanze 37.

## Statistik

### Continental-Cup-Platzierungen
| Saison  | Platz | Punkte |
| ------- | ----- | ------ |
| 2016/17 | 145.  | 15     |
| 2017/18 | 131.  | 14     |
| 2018/19 | 115.  | 23     |
| 2020/21 | 104.  | 03     |

### Grand-Prix-Platzierungen
| Saison | Platz | Punkte |
| ------ | ----- | ------ |
| 2021   | 51.   | 25     |